# Le Bosc (Ariège)
Le Bosc település Franciaországban, Ariège megyében. Lakosainak száma 114 fő (2022. január 1.). Le Bosc Alzen, Boussenac, Brassac, Burret, Montagagne, Saurat és Sentenac-de-Sérou községekkel határos.

## Népesség
A település népességének változása:
| Lakosok száma | 104  | 94   | 115  | 105  | 106  | 101  | 97   | 109  | 115  | 114  |
|               | 1968 | 1982 | 1990 | 2006 | 2012 | 2015 | 2017 | 2019 | 2020 | 2022 |